# Österreichischer Rundfunk

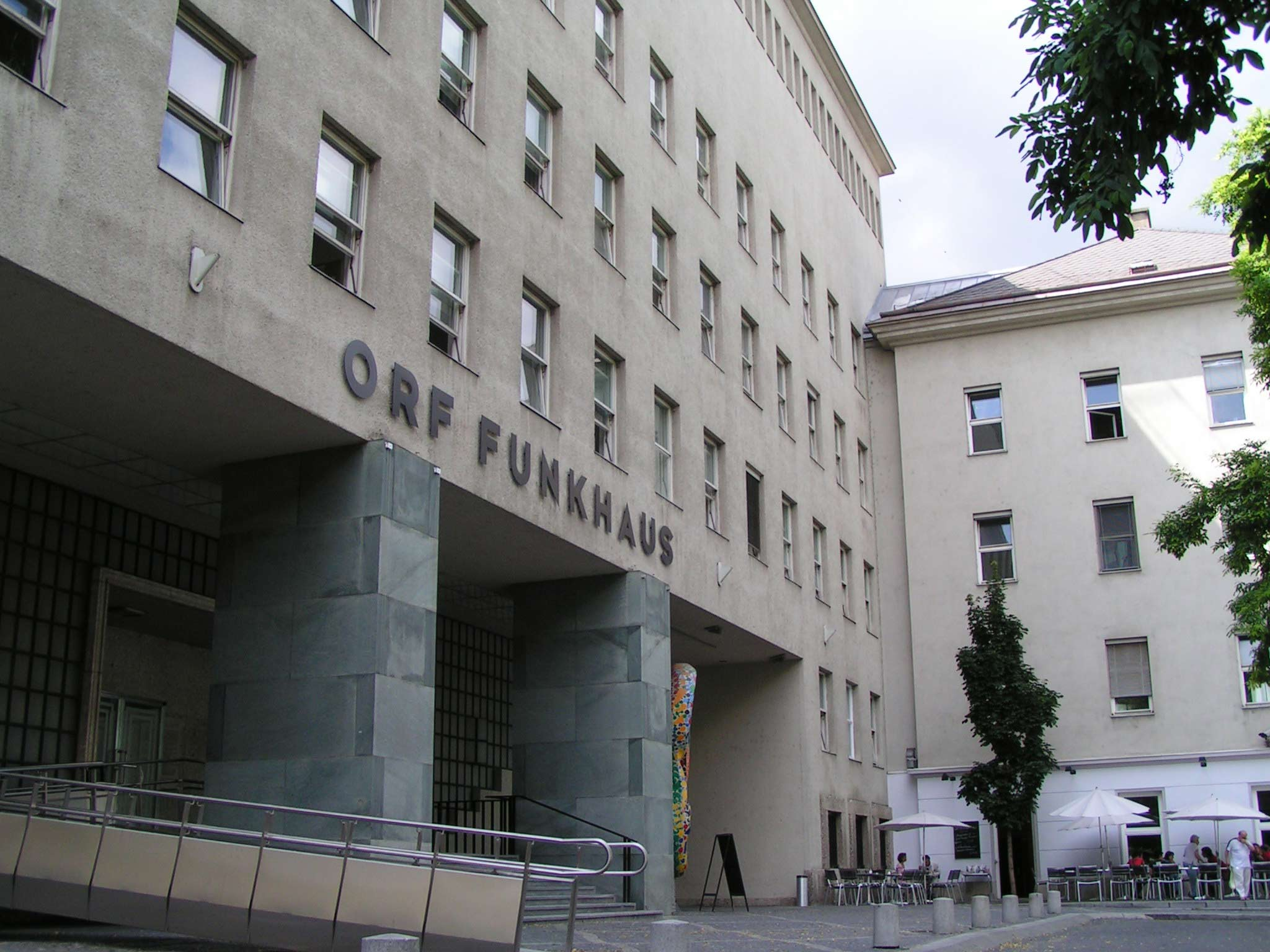
ORF Funkhaus i Wien.

Österreichischer Rundfunk (ORF (fil)) är Österrikes statliga TV- och radiobolag, tillika landets största medieföretag.
ORF har fyra TV-kanaler: ORF 1, ORF 2, ORF Sport Plus och TW1. ORF 1 sänds även i HD. ORF 2 erbjuder regionala nyhetssändningar för varje förbundsland. ORF Sport Plus och TW1 delar kanalplats, vanligtvis sänds TW1 under dagtid och ORF Sport Plus på eftermiddagar, kvällar och på helger.
ORF deltar i det internationella samarbetet 3sat. ORF har många olika radiokanaler, däribland finns också regionala radiokanalerna för delstaterna. Över hela Österrike sänder bland andra Ö1, Ö3 och FM4.
Kanalerna sänds i Österrike via marksänd digital-tv och kabel samt via satelliten Astra 19,2° öst. Via satelliten Astra sänds tv-kanalerna 3sat, TW1/ORF Sport Plus och radiokanalen Ö3 (TV-modus) samt alla radiokanaler okodade och kan därför mottas i hela Europa. ORF 1 och ORF 2 är kodade för upphovsrättsliga skäl och får endast mottas i Österrike inom ett frikanalspaket.
En särskild anpassad version av ORF 2, kallad ORF2Europe, sänds okodad via satellit.
Satellitmottagning spelar en stor roll i Österrike, mer än 50 procent av alla hushåll äger utrustning för digital satellitmottagning. I motsats till Sverige, där man måste teckna ett abonnemang för satellitmottagningen, erbjuder satelliten Astra ett stort antal helt kostnadsfria TV-kanaler från Tyskland och Österrike. Den ökande konkurrensen som utgår från de många tyskspråkiga kanalerna via satellit har orsakat ekonomiska problem för ORF.
Bolaget finansieras genom TV- och radioavgifter och reklam.

## Historia
ORF:s historia sträcker sig tillbaka till 1924 då Radio Verkehrs AG bildades. När Österrike blev en del av Nazityskland 1938 blev företaget en del av Großdeutscher Rundfunk. Efter andra världskriget skapades olika radiobolag i de fyra ockupationszonerna. När Österrike 1955 åter blev en självständig stat slogs dessa samman till Österreichisches Rundspruchwesen. 1958 formerades dagens företag under namnet ORF.

## Kända TV-program
- Zeit im Bild
- Bundesland heute
- Report
- Wochenschau
- Weltjournal
- Treffpunkt Kultur
- Musikantenstadl
- Millionenshow
- Klingendes Österreich
- Tatort
- Wetterpanorama
- Nyårskonserten från Wien